# Селище (Макарьевский район)
Селище — деревня в Макарьевском районе Костромской области. Входит в состав Усть-Нейского сельского поселения.

## География
Находится в юго-восточной части Костромской области на расстоянии приблизительно 6 км на запад-северо-запад по прямой от районного центра города Макарьев на правом берегу реки Нея.

## История
Известна с 1872 года как деревня Селища с 17 дворами, в 1907 году отмечено уже 23 двора.

## Население
Постоянное население составляло 125 человек (1872 год), 157 (1897), 161 (1907), 20 в 2002 году (русские 100 %), 6 в 2022.